# 大阪トヨペット
大阪トヨペット株式会社（おおさかトヨペット）は、大阪府を販売エリアとする、トヨペット店のディーラーである。1946年9月創立。
2006年8月8日に「大阪トヨタ自動車株式会社」から社名変更した。逆に2006年8月7日まで現在の大阪トヨタ自動車が「大阪トヨペット株式会社」という社名であった。

## 沿革
- 1946年9月 - 大阪トヨタ販売株式会社として設立。
- 1948年7月 - 大阪トヨタ自動車株式会社に社名変更。
- 1973年 - 現在地に本社ビル完成。
- 2005年8月 - レクサス店オープン。
- 2006年8月 - 大阪トヨペット株式会社に社名変更。
- 2021年1月 - 大阪トヨタのレクサス事業を譲受。
- 2023年1月 - ネッツトヨタ中央大阪を吸収合併[2]。
- 2025年1月 - トヨタカローラ大阪を吸収合併[3]。

## 事業所
2025年1月現在。
新車・サービス拠点
- 池田店 - 池田市鉢塚3-15-7
- モビリティプラザ箕面 - 箕面市粟生新家1-14-30

　GR Garage 大阪箕面を併設。
- 箕面かやの店 - 箕面市萱野4-2-20
- 箕面店 - 箕面市半町3-13-12
- 高槻店（U-Car取扱店） - 高槻市辻子2-2-8
- 茨木店 - 茨木市東太田1-6-61
- 名神茨木店 - 茨木市郡4-10-22
- 名神吹田店（U-Car取扱店） - 茨木市宇野辺1-8-10
- 宇野辺店 - 茨木市宇野辺1-5-5
- 中環南茨木店 - 茨木市若草町2-18
- 千里店 - 吹田市津雲台7-1-D-107-101
- 吹田フラワーロード店 - 吹田市穂波町2-16
- 吹田店 - 吹田市寿町2-2-8
- 豊中店 - 豊中市穂積1-6-2
- 摂津店 - 摂津市東別府3-8-10
- 守口店 - 守口市大日町1-5-18
- 中環門真店 - 門真市桑才新町2-12
- 門真店 - 門真市打越町31-12
- 寝屋川店（U-Car取扱店） - 寝屋川市石津元町15-25
- 仁和寺店 - 寝屋川市仁和寺本町4-20-49
- 寝屋川中央店 - 寝屋川市高宮栄町1-4
- 枚方招提店 - 枚方市招提大谷2-8-15
- 枚方店 - 枚方市田口4-1-5
- 枚方中央店 - 枚方市池之宮1-2-27
- 枚方香里店 - 枚方市南中振2丁目44番1号
- 枚方香里テクノショップ - 枚方市南中振2-45-4
- 交野店 - 交野市星田北1-26-5
- 畷店 - 四條畷市雁屋南町16-35
- 外環大東店 - 大東市中垣内6-1-10
- 大東店（U-Car取扱店） - 大東市諸福3-12-12
- 中環東大阪店 - 東大阪市新家東町2-30
- 東大阪本庄店 - 東大阪市稲田新町3-1-58
- 枚岡店 - 東大阪市桜町1-1
- 外環ひょうたん山店 - 東大阪市若草町5-5
- 八尾店 - 八尾市山賀町1-53

　GR Garage 大阪八尾を併設。
- 八尾太子堂店 - 八尾市永畑町3-2-14
- 八尾太子堂テクノショップ - 八尾市南植松町4-6
- 外環八尾店 - 八尾市恩智北町1-197
- 上新庄店 - 大阪市東淀川区上新庄2-1-3
- 中央店 - 大阪市西区立売堀3-1-1
- 中央テクノショップ - 大阪市西区靱本町3-4-3
- 福島店 - 大阪市福島区吉野5-5-21
- 福島テクノショップ - 大阪市福島区吉野5-13-21
- 福島さぎす店 - 大阪市福島区鷺洲5-4-2
- 西淀店 - 大阪市西淀川区野里3-2-12
- 北店 - 大阪市北区樋之口町3-26
- 旭店 - 大阪市旭区大宮5-3-28
- 都島店 - 大阪市城東区成育1-7-16
- 城東しぎの店 - 大阪市城東区鴫野西5-19-22
- 花博店（U-Car取扱店） - 大阪市鶴見区鶴見5-1-1
- 堀江店 - 大阪市西区北堀江1-21-19
- なんば店 - 大阪市浪速区桜川1-5-13
- なんばテクノショップ - 大阪市浪速区桜川1-5-8
- なんば元町店 - 大阪市浪速区敷津西1-1-2
- 東成店 - 大阪市東成区深江北1-17-9
- 東成テクノショップ - 大阪市東成区東今里2-7-41
- 生野店 - 大阪市生野区巽東3-12-9
- 生野巽店 - 大阪市生野区巽中1-18-5
- 天王寺店 - 大阪市天王寺区下寺町2-2-35
- 阿倍野店 - 大阪市阿倍野区 阪南町 3-28-3
- 平野店 - 大阪市平野区平野元町5-26
- 東住吉くまた店 - 大阪市東住吉区杭全5-12-10
- 住吉店 - 大阪市住吉区 南住吉 1-25-23
- 柏原店 - 柏原市本郷3-7-45
- 藤井寺店 - 藤井寺市林2-8-6
- 富田林店（U-Car取扱店） - 富田林市若松町西2-1680
- 富田林テクノショップ - 富田林市喜志町4-11-1
- 河内長野店 - 河内長野市松ヶ丘東町1298-2
- 松原店 - 松原市田井城2-195-1
- 美原店 - 堺市美原区北余部344-1
- 堺店 - 堺市堺区高須町2-1-18
- 諏訪森店 - 堺市西区浜寺諏訪森町西1-35
- 泉北八田店（U-Car取扱店） - 堺市中区八田西町1-1-24
- 和泉店 - 和泉市富秋町1-15-8
- トリヴェールいぶきの店 - 和泉市いぶき野5-6-1
- 岸和田店 - 岸和田市小松里町2556-1
- 貝塚店 - 貝塚市地蔵堂158-1
- THE CROWN 大阪千里 - 吹田市津雲台7-4-1

中古車専門店
- U-Carランド箕面勝尾寺口店 - 箕面市粟生新家2-1-55
- U-Carランド枚方中央店 - 枚方市池之宮1-2-20
- U-Carランド外環東大阪店 - 東大阪市横小路町6-5-3
- U-Carランド堺金岡店 - 堺市北区中村町598-1
- U-Carランド岸和田店 - 岸和田市今木町22番

大阪トヨペット（株）が運営するレクサス店
- レクサス守口 - 守口市大日町1-5-12
- レクサス高槻 - 高槻市辻子2-2-12
- レクサス帝塚山 - 大阪市住吉区万代6-1-2
- レクサス三国ヶ丘 - 堺市北区黒土町2350-1

- レクサス大阪中央 - 大阪市中央区和泉町2-3-4
- レクサス東大阪 - 東大阪市稲田新町3-2-65
- レクサス貝塚 - 貝塚市王子1035-7
- レクサス豊中 - 豊中市稲津町2-4-3

## 現在の取扱車種
2020年5月現在
- ☆が付与された車種は2020年4月30日以前は専売扱いで、同年5月1日より全てのトヨタ車両販売店の取扱に移行した車種
- ◎が付与された車種は2020年5月1日の全車種併売化に伴って取扱を開始した車種
- ◇が付与された車種は2020年4月30日以前は大阪地区においては大阪トヨタでの取扱だった車種
- ×が付与された車種は全車種併売化の対象外となる車種

- アリオン◎（2020年4月30日まではトヨタ店の専売）
- カムリ（2020年4月30日まではカローラ店・ネッツ店との併売）
- カローラ◎（2020年4月30日まではカローラ店の専売）
- カローラアクシオEX◎（2020年4月30日まではカローラ店の専売）
- クラウン◎（2020年4月30日まではトヨタ店の専売）
- センチュリー◎（2020年4月30日まではトヨタ店の専売）
- トヨタ教習車☆（2代目カローラアクシオの同型車種）
- プリウス（全てのトヨタ車両販売店で扱う）[4]
- プリウスPHV（全てのトヨタ車両販売店で扱う）
- プレミオ☆
- MIRAI×（トヨタ店と併売）
- カローラツーリング◎（2020年4月30日まではカローラ店の専売）
- カローラフィールダーEX◎（2020年4月30日まではカローラ店の専売）
- プリウスα（全てのトヨタ車両販売店で扱う）
- スープラ（全てのトヨタ車両販売店で扱う）
- 86（全てのトヨタ車両販売店で扱う）
- アクア（全てのトヨタ車両販売店で扱う）
- カローラスポーツ◎（2020年4月30日まではカローラ店の専売）
- スペイド◎（2020年4月30日まではカローラ店・ネッツ店での取扱）
- タンク（ダイハツ・トールのOEM。2020年4月30日まではネッツ店と併売）
- パッソ◎（ダイハツ・ブーンのOEM。2020年4月30日まではカローラ店の専売）
- ポルテ（2020年4月30日まではトヨタ店と併売）
- ヤリス◎（2020年4月30日まではネッツ店の専売）
- ルーミー◎（ダイハツ・ブーンのOEM。2020年4月30日まではトヨタ店・カローラ店の取扱）
- アルファード☆
- ヴェルファイア◎（2020年4月30日まではネッツ店の専売）
- ヴォクシー◎（2020年4月30日まではネッツ店の専売）
- エスクァイア（2020年4月30日まではトヨタ店と併売）
- グランエース（全てのトヨタ車両販売店で扱う）
- シエンタ（全てのトヨタ車両販売店で扱う）
- ノア◎（2020年4月30日まではカローラ店の専売）
- C-HR（全てのトヨタ車両販売店で扱う）
- ハイラックス◎（2020年4月30日まではトヨタ店の専売）
- ハリアー
- ライズ（2代目ダイハツ・ロッキーのOEM。全てのトヨタ車両販売店で扱う）
- ランドクルーザー◎（2020年4月30日までは大阪トヨペットのみの取り扱いで、大阪地区以外の地域はトヨタ店の専売）
- ランドクルーザープラド◎（2020年4月30日までは大阪トヨペットのみの取り扱いで、大阪地区以外の地域はトヨタ店の専売）
- RAV4◎（2020年4月30日まではカローラ店・ネッツ店での取扱）
- コペン GR SPORT（2代目コペンのOEM。OEM元と同じ車種名となるがトヨタブランドでは「GR SPORT」のみ、全てのトヨタ車両販売店で扱う）
- ピクシス エポック◎（ダイハツ・ミラ イースのOEM）
- ピクシス ジョイ◎（ダイハツ・キャストのOEM）
- ピクシス メガ◎（ダイハツ・ウェイクのOEM）
- コースター◎（2020年4月30日までは大阪トヨペットのみの取り扱いで、大阪地区以外の地域はトヨタ店の専売だった）
- ジャパンタクシー×（トヨタ店と併売）
- ダイナ◎
- タウンエース◎（ダイハツ・グランマックスのOEMでインドネシア製、2020年4月30日まではカローラ店の専売）
- ハイエース◇
- ピクシス トラック◎（ダイハツ・ハイゼットトラックのOEM）
- ピクシス バン◎（ダイハツ・ハイゼットカーゴのOEM）
- プロボックスバン◎（2020年4月30日まではカローラ店の専売）

以下の車種は2020年5月の全車種併売化の対象外である。他の都道府県ではトヨタ店（但し、北海道日高振興局管内ではひだかトヨタ自動車販売、東京都ではトヨタモビリティ東京、神奈川県ではトヨタモビリティ神奈川、富山県ではトヨタモビリティ富山）の扱いとなる。
- ハイメディック
- トヨタ救急車

## 過去の取扱車種
- セルシオ
- ソアラ
- アバロン
- プログレ
- SAI
- マークII※バンは1997年3月頃（モデル廃止）まで
- マークIIクオリス
- マークIIブリット
- マークX
- マークXジオ
- ブレイド
- コロナ
- コロナクーペ
- コロナEXiV
- カルディナ
- コルサ
- サイノス
- プラッツ
- ベルタ
- ラクティス
- ist（2005年5月まで）
- イプサム
- エスティマ（1997年3月まで）
- エスティマエミーナ（1997年3月まで）
- マスターエース
- ハイエースレジアス（1999年8月まで）
- グランドハイエース
- ツーリングハイエース
- ヴァンガード
- ハイラックスサーフ（1997年12月まで）
- キャミ
- ラッシュ
- クラウンバン（1997年3月まで）
- クイックデリバリー

## OTG MOTOR SPORTS
大阪トヨペットグループで「OTG MOTOR SPORTS」というレーシングチームを保有している。OTGはOsaka Toyopet Groupの略である。
2000年代は片山右京とともにダカール・ラリーなどのクロスカントリーに参戦したこともあるが、2010年代から現在までは国内カテゴリを中心に活動している。
2014年からは『LM corsa』を組織してSUPER GTのGT300クラスに参戦し、多数の勝利を収めている。
2013年から86/BRZレースにも参戦している他、D1グランプリにNASCARのエンジンを搭載した86や1000馬力のレクサス・LFAを投入したりしている。

## 系列会社
- トヨタカローラ大阪 - 前述のとおり2025年1月に大阪トヨペット本体と合併。
- ネッツトヨタ中央大阪 - 旧・トヨタビスタ大阪。2005年4月にネッツトヨタ北大阪を吸収合併したが、前述のとおり2023年1月に大阪トヨペット本体と合併。
- トヨタカローラ浪速 - 2006年までは極東開発グループ。2018年5月にトヨタカローラ大阪と合併。
- ネッツトヨタ滋賀 - 2023年5月に滋賀トヨタ自動車と合併。
- 滋賀トヨタ - 上記ネッツ滋賀との合併時に社名変更。
- トヨタL&F近畿
- トヨタレンタリース大阪
- オーアイエスコム

## その他
大阪地区では2006年の社名変更までトヨタ店とトヨペット店の取り扱い車種が逆転したかたちで販売されていた。これは1950年代に、当時の大阪トヨタの社長がトヨタ店がクラウン乗用車・トヨペット店がクラウンの商業車「マスターライン」を扱う「たすき掛け方式」販売に逆行し、堅牢でタクシー車として人気のあったマスターラインに執着して同車の販売権を獲得し、逆に新設の大阪トヨペット店が本来トヨタ店の扱うクラウン乗用車の販売権を獲得した事に由来する。